# الألعاب البارالمبية الصيفية 1972
الألعاب البارالمبية الصيفية 1972 هي النسخة الرابعة من الألعاب البارالمبية بدأت في 2 أغسطس وانتهت في 11 أغسطس 1960 في هايدلبرغ، ألمانيا الغربية بعد نجاح عرض المدينة في الحصول على شرف استضافة ألعاب البارلمبية، شارك 1004 رياضي في منافسات هذه النسخة ومن 41 دولة.